# 拉希达·麦卡杜
拉希达·麦卡杜（Rasheeda McAdoo，1995年6月30日—），美国女子网球运动员，主攻双打。截至2024年赛季结束，麦卡杜在ITF女子世界网球巡回赛有11个双打冠军。
麦卡杜的父亲是两届NBA总冠军、篮球名人堂成员鮑伯·麥卡杜。她的哥哥瑞安（Ryan）曾是北卡罗来纳大学篮球队选手。
麦卡杜在2024年吉马朗伊什女子网球公开赛中与张笑心搭档赢得双打比赛冠军，这也是她的首个ITF巡回赛女子75级别赛事头衔。